# 카니 추쿠에메카
카니 치부에제 추쿠에메카 (Carney Chibueze Chukwuemeka, 2003년 10월 20일 ~ )는 잉글랜드의 축구 선수이며, 보루시아 도르트문트에서 공격형 미드필더, 좌측 윙어로 뛰고 있다. 그의 형인 케일럽 추쿠에메카도 축구 선수로 활약하고 있다.
노샘프턴 타운과 애스턴 빌라 유스를 거친 추쿠에메카는 2021년 애스턴 빌라 1군에서 데뷔했고, 2022년 2000만 파운드 (약 303억)의 이적료에 첼시로 이적했다. 오스트리아에서 나이지리아인 부모 사이에서 태어난 그는 현재 잉글랜드 청소년 국가대표팀으로 활약 중이다.